# ادی آلوارس
ادی آلوارس (انگلیسی: Eddy Alvarez؛ زادهٔ ۳۰ ژانویهٔ ۱۹۹۰) بازیکن بیس‌بال اهل ایالات متحده آمریکا است.
وی در مسابقات کشوری و بین‌المللی در مجموع برندهٔ ۱ مدال نقره شده‌است.